# محوطه مادر و دختر
محوطه مادر و دختر مربوط به سده‌های متاخر دوران‌های تاریخی پس از اسلام است و در شهرستان ممسنی، بخش مرکزی، دهستان بکش، ۲ جنوب غرب روستای مادر و دختر واقع شده و این اثر در تاریخ ۳۰ بهمن ۱۳۸۶ با شمارهٔ ثبت ۲۰۸۶۰ به‌عنوان یکی از آثار ملی ایران به ثبت رسیده است.